# Cneorane piceonotata
Cneorane piceonotata es un coleóptero de la familia Chrysomelidae.
Fue descrita científicamente en 1899 por Allard.